# Gabyna metaloba
Gabyna metaloba är en fjärilsart som beskrevs av George Francis Hampson 1926. Gabyna metaloba ingår i släktet Gabyna och familjen nattflyn. Inga underarter finns listade i Catalogue of Life.